# One Hundred Percent American
Pour plus de détails, voir Fiche technique et Distribution.
One Hundred Percent American, ou 100% American, est un court-métrage muet américain d'Arthur Rosson, sorti en 1918.

## Synopsis
Film de propagande en vue de faire acheter des obligations de guerre ("Liberty Bonds") pour financer l'effort de guerre.

## Fiche technique
- Titre : One Hundred Percent American
- Réalisation : Arthur Rosson
- Photographie : Hugh McClung, Glen MacWilliams
- Sociétés de production : Famous Players-Lasky Corporation, Liberty Loan Committee
- Société de distribution : Famous Players-Lasky Corporation
- Pays de production :  États-Unis
- Langue originale : anglais
- Format : Noir et blanc — 35 mm — 1,37:1 — Muet
- Genre : Film de propagande
- Durée : 14 minutes - une bobine
- Date de sortie :
  - États-Unis : 5 octobre 1918
- Licence : domaine public

## Distribution
- Mary Pickford : Mayme
- Loretta Blake : Tillie
- Theodore Reed
- Henry Bergman
- Monte Blue
- Joan Marsh